# La Femme ou le Tigre ?
La Femme ou le Tigre ? (The Lady, or the Tiger?) est une nouvelle de l'écrivain américain Frank R. Stockton parue en 1882 dans le magazine The Century. Il s'agit de son œuvre la plus connue, et elle a été rééditée dans de nombreux recueils.

## Résumé
Un roi barbare conçoit un système particulier pour rendre la justice dans certains cas qu'il juge intéressants. L'accusé est jeté dans une arène possédant deux portes absolument identiques. Derrière l'une d'elles se trouve un tigre prêt à le dévorer, et derrière l'autre, une belle femme qu'il doit épouser sur le champ. C'est donc le choix que fait l'accusé qui détermine sa culpabilité : s'il ouvre la porte au tigre, c'est qu'il est coupable ; s'il ouvre la porte à la femme, c'est qu'il est innocent. Ce spectacle s'avère par ailleurs particulièrement distrayant pour les spectateurs, qui ne savent jamais à l'avance en se rendant à l'arène s'ils auront affaire à une effroyable mise à mort ou à un fastueux mariage.
Lorsque le roi apprend que sa fille s'est éprise d'un courtisan, il décide de jeter ce dernier dans l'arène. La princesse s'arrange pour connaître à l'avance le contenu des deux portes, afin de pouvoir venir en aide à son bien-aimé au moment crucial, mais elle apprend également que la femme choisie par son père pour cette épreuve se trouve être une courtisane dont la princesse est jalouse. Lorsque le courtisan se présente devant la tribune royale, elle lui fait un geste discret pour lui indiquer la porte de droite.
L'auteur choisit de conserver une fin ouverte en ne révélant pas ce qui se cachait derrière : la femme, ou le tigre ? Il interroge son lecteur : la princesse a-t-elle voulu sauver la vie de son bien-aimé, quitte à ce qu'il lui échappe, ou bien a-t-elle préféré lui faire connaître une fin horrible, mais qui lui épargnerait de le voir épouser une autre qu'elle ?